# Dupuyer
Dupuyer – jednostka osadnicza w Stanach Zjednoczonych, w stanie Montana, w hrabstwie Pondera.